# Albizia burkartiana
Albizia burkartiana  es una especie botánica de leguminosa en la familia de las Fabaceae. Es endémica de Brasil. 

## Descripción
Es un árbol solo hallable en el sudoeste de Paraná y oeste de Santa Catarina en la cuenca del río Iguazú y del río Uruguay

## Taxonomía
Albizia burkartiana fue descrita por Barneby & J.W.Grimes   y publicado en Memoirs of the New York Botanical Garden 74(1): 211–212. 1996.
Etimología
albizia: nombre genérico dedicado a Filippo del Albizzi, naturalista italiano del siglo XVIII que fue el primero en introducirla en Europa en el año 1740 desde Constantinopla.
burkartiana: epíteto otorgado en honor del botánico argentino Arturo Eduardo Burkart.